# August Frickenhaus
August Frickenhaus (* 10. November 1882 in Elberfeld; † 18. Mai 1925 in Mendrisio) war ein deutscher Klassischer Archäologe. Er wirkte als Professor an den Universitäten zu Straßburg (1913–1918) und Kiel (1920–1925).

## Leben
Frickenhaus stammte aus einem gebildeten Elternhaus und absolvierte das Gymnasium zu Elberfeld. Anschließend studierte er vier Jahre lang in Bonn, Basel und Berlin Alte Geschichte, Klassische Archäologie und Philologie bei Franz Bücheler, Georg Loeschcke, Ulrich von Wilamowitz-Moellendorff und Eduard Meyer. 1905 wurde er bei Loeschcke mit einer Dissertation über die Mauern Athens promoviert. Mit dem von 1906 bis 1908 bezogenen Reisestipendium des Deutschen Archäologischen Instituts ging er auf eine Studienreise nach Griechenland, wo er mit Walter Müller an den Grabungen in Tiryns teilnahm. 1907 folgten Ausgrabungen in Milet unter Theodor Wiegand. In den nächsten Jahren beschäftigte er sich mit der Anlage antiker Städte und Landschaften, wie dem italienischen Aretium und der griechischen Argolis.
1911 kehrte Frickenhaus nach Deutschland zurück und ging nach einem Zwischenspiel in Elberfeld als Privatdozent nach Berlin. 1913 folgte er einem Ruf an die Universität Straßburg als Nachfolger des Archäologen Franz Winter. Dort forschte er intensiv zur griechischen Keramik und begann auch (mit einsetzender Erkrankung) Studien zur antiken Bühnenkunst, die er 1920 als Nachfolger von Bruno Sauer als Ordinarius und zugleich Direktor der Antikensammlung in Kiel fortsetzte, wohin er nach  der Abtretung Elsaß-Lothringens und der Schließung der deutschen Universität in Straßburg berufen wurde.
Frickenhaus starb nach langer, schwerer Krankheit auf der Rückreise aus Griechenland im Tessiner Ort Mendrisio im Alter von 42 Jahren.
Ab 1915 war Frickenhaus mit Katharina Dehio (1885–1974) verheiratet, einer Tochter des Kunsthistorikers Georg Dehio.

## Schriften (Auswahl)
- Athens Mauern im IV. Jahrhundert v. Chr. Bonn 1905 (Dissertation, Digitalisat).
- Lenäenvasen (= Programm zum Winckelmannsfeste der Archäologischen Gesellschaft zu Berlin 72). Berlin 1912.
- Die Hera von Tiryns. In: Tiryns. Die Ergebnisse der Ausgrabungen des Instituts. Band 1, Athen 1912, S. 1–126 (Digitalisat).
- Die altgriechische Bühne. Straßburg 1917.